# Francisco Porto Mella
Pour les articles homonymes, voir Porto (homonymie) et Ortega.
Francisco Porto Mella, né le 18 décembre 1925 à Saint-Jacques-de-Compostelle et mort dans cette même ville le 26 juillet 2012, est un avocat espagnol. Président de l'Alliance française, il est pendant 30 ans le consul honoraire de France nommé à Saint-Jacques-de-Compostelle.

## Biographie
Francisco Porto Mella est diplômé en droit de l'université de Saint-Jacques-de-Compostelle (USC). Il exerce sa profession d'avocat à Saint-Jacques, tout en restant professeur en droit des affaires à l'USC. 
Il est l'époux de l'universitaire María do Socorro Ortega Romero, spécialiste de l'histoire de l'art. 
Il est également président de l'Alliance française de Saint-Jacques. 
Il est nommé en 1997 consul honoraire de France, mission qu'il assure pendant 30 ans, avant de laisser le relais à sa fille, l'avocate Rosario Porto Ortega. Celle-ci devient tristement célèbre en 2013 avec son époux Alfonso Basterra Camporro lors du déclenchement de l'affaire Asunta Basterra, qui défraie la chronique en Europe.

## Postérité
- Francisco Porto Mella décède le 26 juillet 2012 à l'âge de 86 ans dans sa ville natale.

- Sa sépulture est située au cimetière de Boisaca de Saint-Jacques-de-Compostelle[4].

## Distinctions officielles
- Premio extraordinario de Licenciatura (Galice)
- Ordre des Palmes académiques (France)